# Rafael Jiménez González
Rafael Jiménez González, más conocido como Chiquilín (Córdoba, España, 25 de febrero de 1968) es un torero español.

## Biografía
Nacido en la ciudad de Córdoba en el Barrio Santa Marina en la Calle Moriscos, hijo de Carmen González Iglesias y Rafael Jiménez que era comerciante, fue bautizado en la Iglesia de Santa Marina que estaba en obras durante esa época y se tuvo que cambiar la pila bautismal por un barreño de plástico para el bautizo. Al poco tiempo se trasladaron a la Calle Cárcamo donde Rafael tuvo siete hermanos: Carmencita (fallecida a los pocos meses), Manuela, Marco Antonio, Francisco Javier, Andrea, Juan Carlos y María Victoria.
Desde el parvulario, Rafael pasó a los Trinitarios; luego al colegio de Luciana Centeno y por último, a San Andrés.
A sus dos años, se dice que se quedaba embobado mirando a los toros y, para que no toreara más con las servilletas y los manteles que pillaba por casa, su hermana le hizo un capote, que todavía conserva.
A los 12 años, tomo seriamente la decisión vocacional de ser torero y gracias a su abuelo y su primo se pudo iniciar en el mundo taurino y pudo torear por primera vez en Añora y se cuenta que toreó en la cárcel de Castellón, en garajes.

## Carrera taurina

### Debut y alternativa
El día 27 de mayo de 1992, Rafael tomó la alternativa en Los Califas con reses de la ganadería Jandilla, teniendo a los toreros Curro Romero como padrino y a Julio Aparicio Díaz como testigo.
Posteriormente su alternativa se confirmó el día 26 de junio de 1994 en Las Ventas de Madrid, teniendo ganado de la ganadería Los Eulogios, su padrino fue el torero José Antonio Campuzano y su testigo el torero Antonio Sánchez Puerto, siendo doctorado con los toros llamados: Canalla y Cuneado.

### Temporadas

#### Temporada 1998
La temporada del año 1998, fue su primera temporada profesional como matador de toros, donde Chiquilín realizó 4 corridas y consiguió 3 orejas, una de ellas en la Plaza de toros Los Califas de su ciudad natal en la tarde del día 27 de mayo en aniversario de su alternativa.

#### Temporada 2000
En su segunda temporada, corta una oreja en Córdoba en Los califas en la tarde del 4 de noviembre.

#### Temporada 2001
Corta dos orejas y un rabo simbólico en El Real de la Jara, en la tarde del 10 de marzo.
Mientras que también el diestro Rafael cosecha varios éxitos en México de la mano del empresario Rafael Herrerías en la Monumental Plaza de toros México.

#### Temporada 2002
Corta dos orejas en Aznalcóllar, en la tarde del 17 de febrero y también corta oreja en Dos Torres, en la tarde del 17 de agosto.

#### Temporada 2003
Lidia en Córdoba en Los Califas, en la tarde del 12 de abril.

#### Temporada 2004
Corta dos orejas y rabo en un Festival Benéfico del municipio cordobés Puente Genil, en la tarde del 20 de marzo.

## Otros datos
En 2012 tras celebración del 35 aniversario de la Escuela Taurina Cordobesa fue nombrado Chiquilín como nuevo Director Artístico de la Escuela Taurina de Córdoba.